# PlanBe
PlanBe, właściwie Bartosz Krupa (ur. 13 sierpnia 1996 w Tomaszowie Lubelskim) – polski raper i autor tekstów. Współpracował m.in. z takimi wykonawcami jak raperzy Quebonafide, ReTo, Bedoes, Kali, Major SPZ czy Otsochodzi oraz wokalistami Smolasty i Sztoss.

## Życiorys
Urodził się 13 sierpnia 1996 roku w Tomaszowie Lubelskim.
W 2012 roku zaczął tworzyć swoje pierwsze nagrania, wydając przy tym utwór pt. „Styl”. W 2013 roku wydał utwory pt. „Niewidzialny” oraz „Epilog” oba pochodzące z mixtape’u, który nie ujrzał światła dziennego. 
W styczniu 2014 roku wydał swój pierwszy flowtest pt. „Życie wybiera nas” oraz remix utworu Quebonafide, Kuby Knapa oraz Kubana pt. „Żadnych zmartwień”. W kwietniu 2014 pojawił się mixtape rapera pt. Nightcalls. Parę miesięcy później dołączył do wytwórni QueQuality. 11 marca 2016 roku wydał płytę wraz z Lankiem pt. Fantasmagoria. 
Na początku 2017 roku raper wziął udział w akcji serwisu muzycznego Popkillera pt. „Młode wilki 2017”. 15 września 2017 roku premierę miał jego debiutancki album pt. Insomnia. Płyta dotarła do 4. miejsca polskiej listy sprzedaży – OLiS oraz do sierpnia 2018 sprzedała się w ponad 15 000 egzemplarzy, tym samym zdobywając status złotej płyty. 10 października 2018 roku, premierę miał singel „Klepsydra”, zapowiadający nową płytę artysty.

## Dyskografia

### Albumy solowe
| Rok  | Album                                                                                           | Pozycja na liście | Sprzedaż       | Certyfikat          |
| Rok  | Album                                                                                           | POL               | Sprzedaż       | Certyfikat          |
| ---- | ----------------------------------------------------------------------------------------------- | ----------------- | -------------- | ------------------- |
| 2017 | Insomnia - Data: 15 września 2017 - Wydawca: QueQuality - Format: CD, digital download          | 4                 | - POL: 15 000+ | - ZPAV: złota płyta |
| 2019 | MODA - Data: 18 stycznia 2019 - Wydawca: QueQuality - Format: CD, digital download              | 2                 | - POL: 15 000+ | - ZPAV: złota płyta |
| 2020 | Planet Planek - Data: 23 października 2020 - Wydawca: QueQuality - Format: CD, digital download | 4                 |                |                     |

### EP
| Rok  | Album                                                                                   | Pozycja na liście |
| Rok  | Album                                                                                   | POL               |
| ---- | --------------------------------------------------------------------------------------- | ----------------- |
| 2019 | Złoty chłopak - Data: 23 sierpnia 2019 - Wydawca: QueQuality - Format: digital download | 6                 |

### Mixtape’y
| Rok  | Album                                                                      |
| ---- | -------------------------------------------------------------------------- |
| 2014 | Nightcalls - Data: 2014 - Wydawca: SamSpontanTV - Format: digital download |

### Albumy kolaboracyjne
| Rok  | Album | Pozycja na liście |
| Rok  | Album | POL               |
| ---- | --- | ----------------- |
| 2016 | Fantasmagoria (oraz Lanek) - Data: 11 marca 2016 - Wydawca: QueQuality - Format: CD, digital download             | –                 |
| 2022 | Flamingo (oraz Sir Michu) - Data: 8 lipca 2022 - Wydawca: Warner Music Poland - Format: CD, digital download      | 16                |
| 2024 | Blue Moon (oraz Sir Michu) - Data: 12 kwietnia 2024 - Wydawca: Warner Music Poland - Format: CD, digital download | 25                |

### Single
| Rok       | Tytuł                                                        | Certyfikat                 | Album                |
| --------- | ------------------------------------------------------------ | -------------------------- | -------------------- |
| 2017      | „Hollywood$”                                                 | - ZPAV: 2× platynowa płyta | Insomnia             |
| 2017      | „Lubię”                                                      | - ZPAV: złota płyta        | Insomnia             |
| 2017      | „Ona to ziomal”                                              | - ZPAV: złota płyta        | Insomnia             |
| 2017      | „Tinder Love”                                                | - ZPAV: złota płyta        | Insomnia             |
| 2017      | „Na tylnych siedzeniach”                                     | - ZPAV: platynowa płyta    | Insomnia             |
| 2017      | „Wyrwać się”                                                 | - ZPAV: platynowa płyta    | Insomnia             |
| 2019      | „Cola”                                                       | - ZPAV: platynowa płyta    | MODA                 |
| 2020      | „Tam gdzie wy” (oraz Kali, Klaudia Szafrańska, Sir Mich)     | - ZPAV: platynowa płyta    | Pepsi Taste the Beat |
| 2022      | „Bling Bling” (oraz Sir Mich)                                | - ZPAV: platynowa płyta    | Flamingo             |
| Gościnnie |                                                              |                            |                      |
| 2017      | „Kawa i xanax” (Quebonafide; gośc. PlanBe)                   | - ZPAV: platynowa płyta    | Dla Fanek Euforii EP |
| 2019      | „9 żyć” (Kubi Producent; gośc. Otsochodzi, schafter, PlanBe) | - ZPAV: platynowa płyta    | +18                  |
| 2020      | „Milion” (Tymek; gośc. PlanBe, Oki)                          | - ZPAV: 2× platynowa płyta | FIT                  |
| 2020      | „California” (Kali, Major SPZ; gośc. PlanBe)                 | - ZPAV: platynowa płyta    | HUCPA                |